# Eremothecium gossypii
Eremothecium gossypii är en svampart som först beskrevs av S.F. Ashby & W. Nowell, och fick sitt nu gällande namn av Kurtzman 1995. Eremothecium gossypii ingår i släktet Eremothecium och familjen Eremotheciaceae.   Inga underarter finns listade i Catalogue of Life.

## Bildgalleri

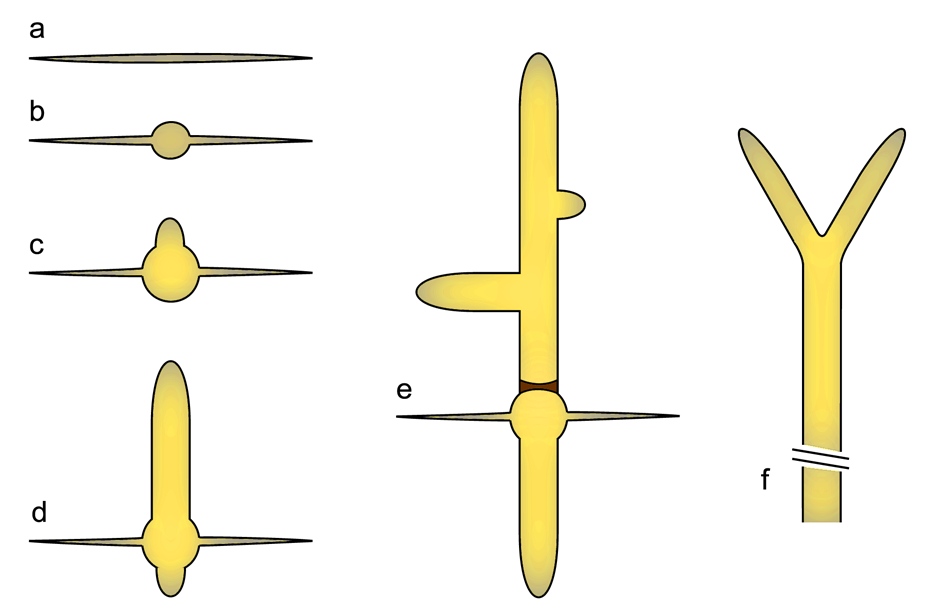
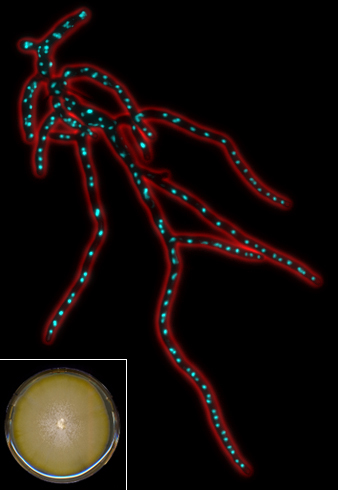